# Marc-Antoine Charpentier
Marc-Antoine Charpentier, född 1643 i Paris, död 24 februari 1704 i Paris, var en fransk tonsättare. Han var elev till Giacomo Carissimi i Rom och blev slutligen kapellmästare vid Sainte-Chapelle i Paris.

## Biografi
Hans opera La descente d'Orphée aux enfers hade premiär 1686. Andra operor är Les Arts florissants från 1685, David et Jonathas från 1688 och Medea från 1693. Charpentier komponerade även motetter jämte symfonier 1709. Nationalbiblioteket i Paris förvarar av honom 28 folioband manuskript och flera kartonger, huvudsakligen kyrkomusik. Bäst är han i oratorierna; han har skrivit 18 sådana i Carissimis stil, och bland dessa har Le Reniement de saint Pierre framdragits och utförts i Paris, och därvid gjort mycken lycka.
Charpentier var nästintill helt bortglömd ända till 1953, då hans Te Deum återupptäcktes av den fransk-belgiske musikvetaren Carl de Nys. 1954 valde Europeiska radio- och TV-unionen första satsen (Marche en rondeau) ur Te Deum till signaturmelodi för de då nystartade eurovisionssändningarna.

## Eftermäle
Asteroiden 9445 Charpentier är uppkallad efter honom.